# El jardín de bronce
El jardín de bronce va ser una sèrie de televisió argentina produïda per Pol-Ka Producciones per a HBO, cadena que la va transmetre en tota Llatinoamèrica i Europa. Es va estrenar el 25 de juny de 2017. Protagonitzada per Joaquín Furriel. Coprotagonitzada per Luis Luque, Julieta Zylberberg, Romina Paula, Claudio Da Passano, Daniel Fanego, Alan Sabbagh. Antagonitzada per Claudio Tolcachir. També va comptar amb les actuacions especials de Maite Lanata i els primers actors Norma Aleandro, Gerardo Romano, Mario Pasik, Rodolfo Ranni i Rita Cortese.
La primera temporada de la sèrie està basada en la novel·la El jardín de bronce escrita per Gustavo Malajovich.
Al juliol de 2018, es va anunciar que la sèrie va ser renovada per a una segona temporada, l'estrena de la qual va ser el 9 de juny de 2019. Al febrer de 2021, es va confirmar la realització d'una tercera temporada. que es va estrenar el 2 de juliol de 2023 en HBO Max

## Argument
Una nena que va a un aniversari mai arriba al seu destí. Els seus pares comencen la desesperant tasca de trobar-la, a pesar que la seva desaparició és un misteri i no hi ha cap rastre del que sembla sens dubte un segrest.

## Repartiment i personatges
| Joaquín Furriel         | Fabián Danubio                 | Principal | Principal | Principal |           |  |
| Luis Luque              | César Doberti                  | Principal | Principal | N/A       |           |  |
| Julieta Zylberberg      | Oficial Lidia Blanco           | Principal | Principal |           |           |  |
| Gerardo Romano          | Fiscal Esteban Revoira         | Principal |           |           |           |  |
| Romina Paula            | Lila Lestelle / Cordelia Rauch | Principal | Invitada  | N/A       |           |  |
| Mario Pasik             | Edmundo Carreras               | Principal | Invitat   | N/A       |           |  |
| Claudio Da Passano      | Oficial Marcos Silva           | Principal | Principal | N/A       |           |  |
| Alan Sabbagh            | Sergio «El Ruso» Reidel        | Principal | Principal | N/A       |           |  |
| Claudio Tolcachir       | Iván Rauch                     | Principal | Principal | N/A       |           |  |
| Norma Aleandro          | Doris Lestelle                 | Principal |           |           |           |  |
| Daniel Fanego           | Oficial Lionel Mondragón       | Principal |           |           |           |  |
| Paola Barrientos        | Andrea Rodríguez               |           | Principal | N/A       |           |  |
| Maite Lanata            | Moira Danubio / Casilda Rauch  | Invitada  | Principal | Principal |           |  |
| Marcelo Subiotto        | Juan Pedro Rigonni             |           | Principal | Principal |           |  |
| Claudio Rissi           | Carmín                         |           | Principal | N/A       |           |  |
| Rodolfo Ranni           | Ernesto Danubio                | Recurrent | Recurrent |           |           |  |
| Pablo Díaz              | Osvaldo "El Negro" Suquía      | Recurrent |           |           |           |  |
| María Fernanda Callejón | Julia Doberti                  | Recurrent | Recurrent |           |           |  |
| Santiago Magariños      | Iván Rauch (jove)              | Recurrent | Invitat   |           |           |  |
| Diego De Paula          | "El Puma"                      | Recurrent |           |           |           |  |
| Fernando Sayago         | Julio "Julito"                 | Recurrent |           |           |           |  |
| Lautaro Vilo            | López                          | Recurrent |           |           |           |  |
| Víctor Bó               | Lionel "Chaco" Garcilaso       | Invitat   |           |           |           |  |
| Edda Bustamante         | Sonia Garcilaso                | Invitada  |           |           |           |  |
| Lola Toledo             | Moira Danubio (niña)           | Invitada  |           |           |           |  |
| Cristian Salguero       | Jonathan Cisneros              | Invitat   |           |           |           |  |
| Fifí Poulakidas         | Cecilia Arroyo                 | Invitada  |           |           |           |  |
| Guillermo Thöle         | Francisco Rauch                | Invitat   | Invitat   |           |           |  |
| Mariana Prommel         | Telma "La Foca"                | Invitada  |           |           |           |  |
| Adriana Mascialino      | Marita Regueiro                | Invitada  |           |           |           |  |
| Javier Niklison         | Soria                          | Invitat   |           |           |           |  |
| Pablo Pinto             | Mike "Tipito" Bermúdez         | Invitat   |           |           |           |  |
| Darío Levy              | Inspector Ramiro Beltrán       | Invitat   |           |           |           |  |
| Adrián Stoppelman       | Luis Livedisky                 | Invitado  |           |           |           |  |
| Manuel Fanego           | Adrián Silva                   | Invitat   | Recurrent |           |           |  |
| Diego Cremonesi         | Oficial Ezequiel Sánchez       | Invitat   |           |           |           |  |
| Jorge Lorenzo           | Oficial Levene                 | Invitado  |           |           |           |  |
| Mariano Munete          | Vasco Arrieta                  | Invitat   |           |           |           |  |
| Mariano Stolkiner       | Claudio Menakier               | Invitat   | Invitat   |           |           |  |
| Rita Cortese            | Reba                           | Invitada  |           |           |           |  |
| Francisco Lumerman      | Calixto                        | Invitat   |           |           |           |  |
| Alián Devetac           | "Flaco"                        | Invitat   |           |           |           |  |
| Darío Wendler           | Farías                         | Invitat   |           |           |           |  |
| Benicio Mutti Spinetta  | Adrián Silva (joven)           | Invitat   |           |           |           |  |
| Marta Haller            | Fiscal Cora Martens            |           | Recurrent |           |           |  |
| Susana Pampín           | Viviana Masachesi              |           | Recurrent |           |           |  |
| Luciano Suardi          | Leo Aguerres                   |           | Recurrent |           |           |  |
| Francisco Quintana      | Tábano                         |           | Recurrent |           |           |  |
| Sergio Boris            | Gamboa                         |           | Recurrent |           |           |  |
| Román Altholz Zelazny   | Rolo                           |           | Recurrent |           |           |  |
| Fernando Gonet          | Luján                          |           | Recurrent |           |           |  |
| Tamara Kiper            | Patricia Trejo                 |           | Recurrent |           |           |  |
| Alejo Ramírez Borella   | Martín Cosme                   |           | Invitat   |           |           |  |
| Diego Burzomi           | Sergio                         |           | Invitat   |           |           |  |
| Tomás Segura            | Luciano "Lucho"                |           | Invitat   |           |           |  |
| Eugenia Blanc           | Cinthia                        |           | Invitada  |           |           |  |
| Miguel Terni            | Nicola                         |           | Invitat   |           |           |  |
| Leo Kreimer             | "Camisa"                       |           | Invitat   |           |           |  |
| Pedro Maurizi           | Lautaro                        |           | Invitat   |           |           |  |
| Pablo Mónaco            | Daniel Cosme                   |           | Invitat   |           |           |  |
| Diego Quiroz            | "Tuqui"                        |           | Invitat   |           |           |  |
| Pía Uribelarrea         | Teresa                         |           | Invitada  |           |           |  |
| Agustín Sobico          | "Goma"                         |           | Invitat   |           |           |  |
| Antonia Bengoechea      | Cordelia Rauch (joven)         |           | Invitada  |           |           |  |
| Sofía Ríos              | Agente Peña                    |           | Invitada  |           |           |  |
| Marcos Montes           | Hugo                           |           | Invitado  |           |           |  |
| Martín Mir              | Ulises Tepia                   |           | Invitat   |           |           |  |
| Rodrigo Cárdenas        | Gaspar                         |           | Invitat   |           |           |  |
| Carlos Defeo            | Carlos Monteiro                |           | Invitat   |           |           |  |
| Juan Leyrado            | Oscar Kreuzer                  |           | Principal | Principal |           |  |
| Jazmín Stuart           | Juana Kreuzer                  |           | Principal | Principal | Principal |  |
| Fiamma Carranza         | Gala                           |           | Principal | Principal | Principal |  |

## Temporades
| Temporada | Temporada | Episodis | Emissió original    | Emissió original     |
| Temporada | Temporada | Episodis | Començament         | Final                |
| --------- | --------- | -------- | ------------------- | -------------------- |
|           | 1         | 8        | 25 de juny de 2017  | 13 d'agost de 2017   |
|           | 2         | 8        | 9 de juny de 2019   | 28 de juliol de 2019 |
|           | 3         | 8        | 2 de juliol de 2023 | 20 d'agost de 2023   |

## Episodis

### Primera temporada (2017)
| N.º (serie) | N.º (temp) | Títol                  | Director        | Guionista(s)                             | Primera emissió      |
| ----------- | ---------- | ---------------------- | --------------- | ---------------------------------------- | -------------------- |
| 1           | 1          | «El hombre del jardín» | Hernán Goldfrid | Gustavo Malajovich i Marcos Osorio Vidal | 26 de juny de 2017   |
| 2           | 2          | «El hotel»             | Hernán Goldfrid | Gustavo Malajovich i Marcos Osorio Vidal | 2 de juliol de 2017  |
| 3           | 3          | «Chaco»                | Hernán Goldfrid | Gustavo Malajovich i Marcos Osorio Vidal | 9 de juliol de 2017  |
| 4           | 4          | «Bersa 22 Piccola»     | Pablo Fendrik   | Gustavo Malajovich i Marcos Osorio Vidal | 16 de juliol de 2017 |
| 5           | 5          | «La araña de bronce»   | Pablo Fendrik   | Gustavo Malajovich i Marcos Osorio Vidal | 23 de juliol de 2017 |
| 6           | 6          | «Kara Kane»            | Pablo Fendrik   | Gustavo Malajovich i Marcos Osorio Vidal | 30 de juliol de 2017 |
| 7           | 7          | «Pórtico»              | Hernán Goldfrid | Gustavo Malajovich i Marcos Osorio Vidal | 6 d’agost de 2017    |
| 8           | 8          | «Casilda»              | Hernán Goldfrid | Gustavo Malajovich i Marcos Osorio Vidal | 13 d’agost de 2017   |

### Segona temporada (2019)
| N.º (serie) | N.º (temp) | Títol         | Director        | Guionista(s)                             | Primera emissió      |
| ----------- | ---------- | ------------- | --------------- | ---------------------------------------- | -------------------- |
| 9           | 1          | «Capítulo 9»  | Hernán Goldfrid | Gustavo Malajovich i Marcos Osorio Vidal | 9 de juny de 2019    |
| 10          | 2          | «Capítulo 10» | Hernán Goldfrid | Gustavo Malajovich i Marcos Osorio Vidal | 16 de juny de 2019   |
| 11          | 3          | «Capítulo 11» | Hernán Goldfrid | Gustavo Malajovich i Marcos Osorio Vidal | 23 de juny de 2019   |
| 12          | 4          | «Capítulo 12» | Hernán Goldfrid | Gustavo Malajovich i Marcos Osorio Vidal | 30 de juny de 2019   |
| 13          | 5          | «Capítulo 13» | Pablo Fendrik   | Gustavo Malajovich i Marcos Osorio Vidal | 7 de juliol de 2019  |
| 14          | 6          | «Capítulo 14» | Pablo Fendrik   | Gustavo Malajovich i Marcos Osorio Vidal | 14 de juliol de 2019 |
| 15          | 7          | «Capítulo 15» | Pablo Fendrik   | Gustavo Malajovich i Marcos Osorio Vidal | 21 de juliol de 2017 |
| 16          | 8          | «Capítulo 16» | Pablo Fendrik   | Gustavo Malajovich i Marcos Osorio Vidal | 28 d’agost de 2019   |

### Tercera temporada (2023)
| N.º (serie) | N.º (temp) | Títol         | Director | Guionista(s) | Primera emissió    |
| ----------- | ---------- | ------------- | -------- | ------------ | ------------------ |
| 17          | 1          | «Capítulo 17» | -        | -            | 1 de gener de 2023 |
| 18          | 2          | «Capítulo 18» | -        | -            | 1 de gener de 2023 |
| 19          | 3          | «Capítulo 19» | -        | -            | 1 de gener de 2023 |
| 20          | 4          | «Capítulo 20» | -        | -            | 1 de gener de 2023 |
| 21          | 5          | «Capítulo 21» | -        | -            | 1 de gener de 2023 |
| 22          | 6          | «Capítulo 22» | -        | -            | 1 de gener de 2023 |
| 23          | 7          | «Capítulo 23» | -        | -            | 1 de gener de 2023 |
| 24          | 8          | «Capítulo 24» | -        | -            | 1 de gener de 2023 |

## Premis i nominacions
| Llista de premis i nominacions | Llista de premis i nominacions | Llista de premis i nominacions                      | Llista de premis i nominacions           | Llista de premis i nominacions | Llista de premis i nominacions |
| Any                            | Organització                   | Categoria                                           | Nominat/a (s)                            | Resultat                       | Ref(s)                         |
| ------------------------------ | ------------------------------ | --------------------------------------------------- | ---------------------------------------- | ------------------------------ | ------------------------------ |
| 2017                           | Premis Tato                    | Millor actor protagonista — Unitari                 | Joaquín Furriel                          | Nominat                        | [ 8 ]                          |
| 2017                           | Premis Tato                    | Millor actriu de repartiment                        | Julieta Zylberberg                       | Nominat                        | [ 8 ]                          |
| 2017                           | Premis Tato                    | Millor actriu de repartiment                        | Norma Aleandro                           | Nominat                        | [ 8 ]                          |
| 2018                           | Premis Cóndor de Plata         | Millor sèrie sudiovisual per a plataformes digitals | El jardín de bronce                      | Nominat                        | [ 9 ]                          |
| 2018                           | Telly Awards                   | Millor guió                                         | Gustavo Malajovich i Marcos Osorio Vidal | Guanyador                      | [ 10 ]                         |
| 2018                           | Telly Awards                   | Millor direcció                                     | Hernán Goldfrid i Pablo Fendrik          | Guanyador                      | [ 10 ]                         |
| 2018                           | Telly Awards                   | Millor videografia / cinematografia                 | Rodrigo Pulpeiro                         | Guanyador                      | [ 10 ]                         |
| 2018                           | Telly Awards                   | Millor cinematografia aèria                         | Rodrigo Pulpeiro                         | Guanyador                      | [ 10 ]                         |
| 2018                           | Telly Awards                   | Millor edició                                       | Alejandro Alem                           | Guanyador                      | [ 10 ]                         |
| 2020                           | Premis Emmy Internacional      | Millor sèrie dramàtica                              | El jardín de bronce                      | Nominat                        | [ 11 ]                         |
| 2020                           | Telly Awards                   | Millor sèrie                                        | El jardín de bronce                      | Guanyador                      | [ 12 ]                         |
| 2020                           | Telly Awards                   | Millor videografia / cinematografia                 | Lucio Bonelli                            | Guanyador                      | [ 12 ]                         |
| 2023                           | Premis Cóndor de Plata         | Millor sèrie dramàtica                              | El jardín de bronce                      | Nominat                        | [ 13 ]                         |
| 2023                           | Premis Cóndor de Plata         | Millor actriu protagonista en drama                 | Maite Lanata                             | Nominat                        | [ 13 ]                         |
| 2023                           | Premis Cóndor de Plata         | Millor actor de repartiment en drama                | Alejandro Awada                          | Nominat                        | [ 13 ]                         |
| 2023                           | Premis Cóndor de Plata         | Millor actriu de repartiment en drama               | Jazmín Stuart                            | Nominat                        | [ 13 ]                         |